# Aletris tottenii
Aletris tottenii là một loài thực vật có hoa trong họ Nartheciaceae. Loài này được E.T.Br. mô tả khoa học đầu tiên năm 1961.